# Risshō Kōseikai

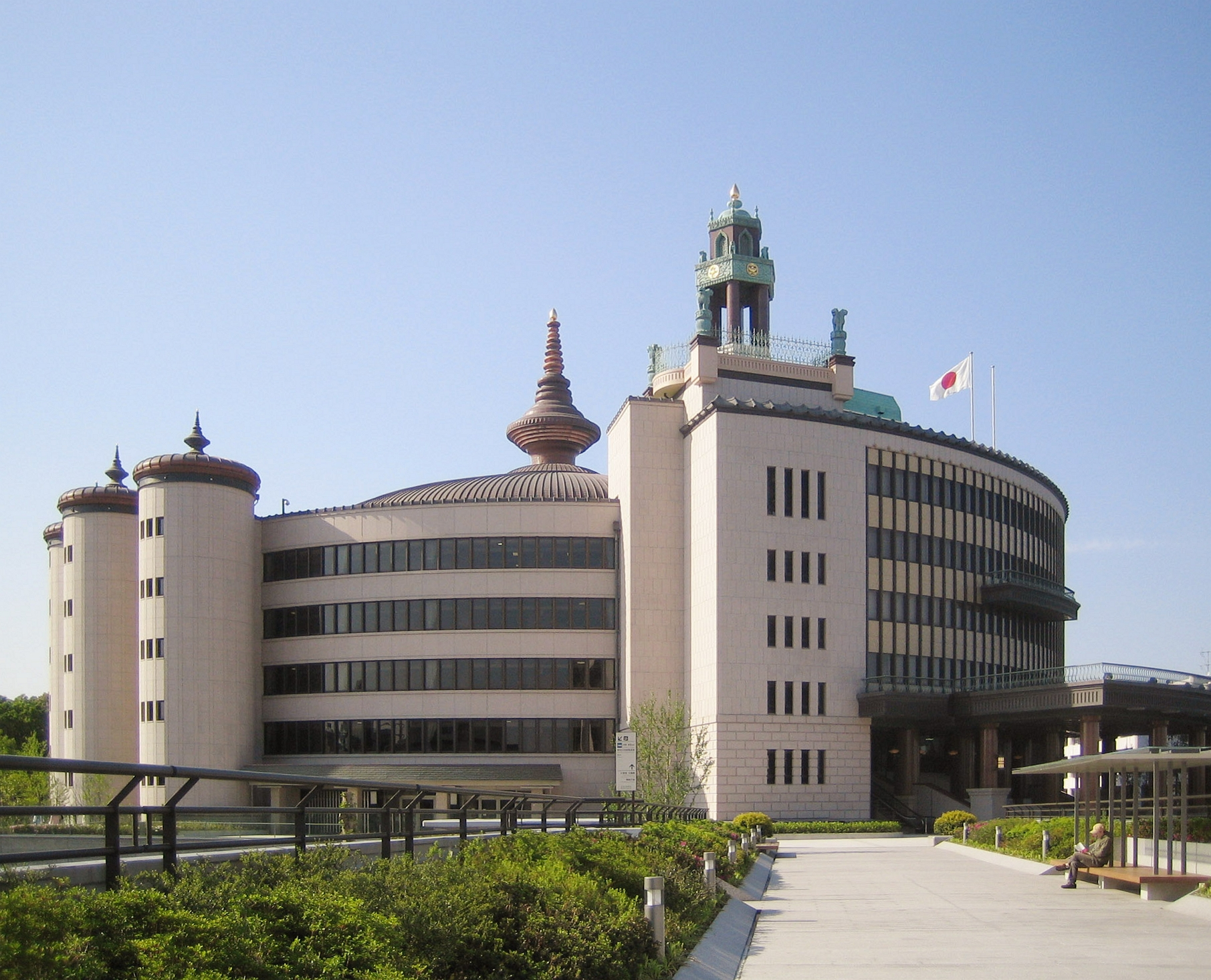
Die Große Heilige Halle (大聖堂, Daiseidō) in Suginami, Tokio

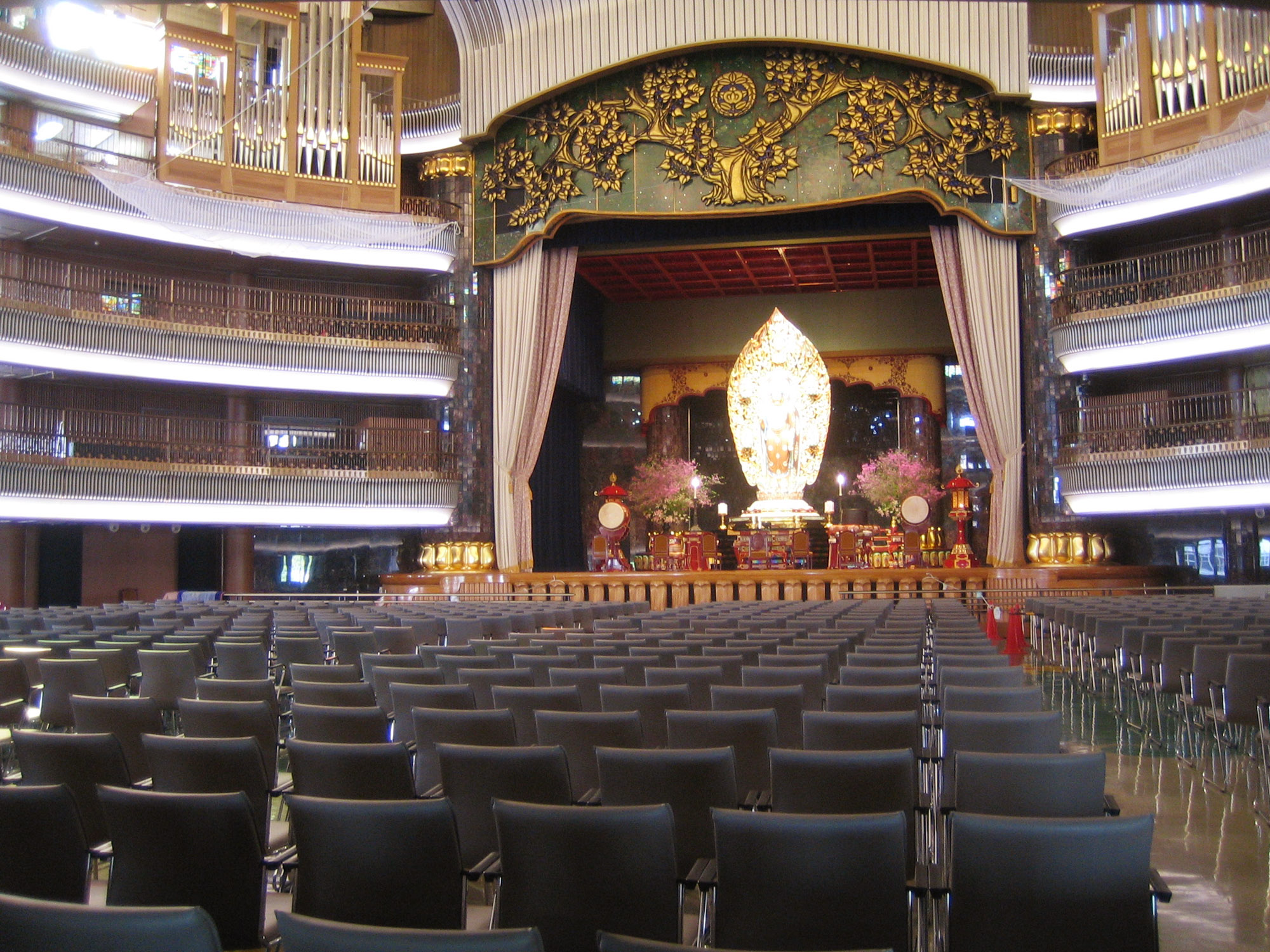
Das oberste Heiligtum innerhalb der Großen Halle

Die Risshō Kōseikai (jap. 立正佼成会, dt. „Gesellschaft für Aufrichtung von Recht und mitmenschlichen Beziehungen“) ist eine aus der Reiyūkai, einem Zweig des Nichiren-Buddhismus, hervorgegangene neureligiöse Erscheinung des japanischen Buddhismus. Sie wurde am 5. März 1938 durch Nikkyō Niwano (1906–1999) und Myōkō Naganuma (1898–1957) gegründet.
Nach dem Tod des Gründers übernahm sein ältester Sohn, Nichiko Niwano, die Rolle der Führungspersönlichkeit. Er wird Präsident genannt. Die Nachfolgeregel für die Zukunft ist, dass der amtierende Präsident eine Nachfolge bestimmt. Dies ist bereits geschehen: die Tochter, also Enkelin des Gründers, Kōshō Niwano, wird nach ihrem Vater das Amt des Präsidenten übernehmen.
Die als Laiengemeinschaft organisierte Gemeinschaft verehrt das Lotus-Sutra als den höchsten Ausdruck der buddhistischen Botschaft und betont in ihrer Praxis die menschliche Vervollkommnung, das gemeinschaftliche Anliegen und die sozial-ethischen Aspekte der Lehre.
Religiöse Feiern mit der Gemeinde, mit Gebeten, Liedern, Orgelspiel und Vorträgen des derzeitigen Präsidenten finden jeweils am 1., 4., 10. und 15. Tag eines jeden Monats in der "Großen Heiligen Halle" statt.
Außerdem finden spezielle Feiern an den drei wichtigen Tagen des Mahayana-Buddhismus statt: dem Geburtstag Buddhas (Hanamatsuri, 3.3.), dem "Rad der Lehre" (Asala, 30.6.) und dem Tag der Erleuchtung Buddhas (Bodhi, 8.12.).
Neben den gemeinsamen Gebeten in der Halle des Zentrums, welches in Wada, Suginami-ku, Tokio gelegen ist, ist es nicht unüblich, dass Mitglieder mit ihrer Familie vor dem Hausaltar beten und das Daimoku rezitieren.
Die sozialen Aktivitäten von Rissho Koseikai sind in ihren Bereichen vielfältig. So wird betont, dass in Entwicklungsländern bereits Nahrung und/oder Spielzeug für Kinder gespendet wurde. So ist es für einige Mitglieder eine Tradition, am ersten und 15. Tag eines Monats eine Mahlzeit ausfallen zu lassen, und stattdessen einen Betrag Geld für Menschen in Not zu spenden. Die sozialen Tätigkeiten in Japan sind nicht zahlreich, sie beschränken sich eher auf das Ausland.
Die Gemeinschaft ist überwiegend in Japan, aber auch in Übersee verbreitet und zählt 3 bis 5 Millionen Anhänger.
Die Angaben zur Mitgliederzahl variieren. So gab die Gemeinschaft beim Weltparlament der Religionen 2009 in Melbourne zwei Zahlen an: Im Abstract wird von 2 Millionen Haushalten in Japan gesprochen, in dem Vortrag von 1,5 Millionen. In anderen Ländern lebten rund 16.000 Mitglieder.
Bekannt wurde die Organisation auch durch das von ihr gegründete Tōkyō Kōsei Wind Orchestra.